# Бюро з розслідування та аналізу безпеки цивільної авіації
Бюро з розслідування та аналізу безпеки цивільної авіації (BEA, фр. «Bureau d'Enquêtes et d'Analyses pour la Sécurité de l'Aviation Civile») — виконавчий орган Франції, французьке урядове агентство, що відповідає за розслідування авіаційних пригод та описує вимоги і рекомендації з безпеки польотів цивільної авіації на основі виконаних досліджень. 

## Розташування і штатна структура
BEA була створена 1946 року. Агенція діє відповідно до статей R711-1 кодексу цивільної авіації Франції. 
Штаб-квартира агенції (BEA) розташована в Ле-Бурже, недалеко від Парижа. Установа має близько 120 співробітників, у тому числі 30 слідчих і 12 помічників слідчих. Входить до складу Міністерства екології, сталого розвитку, транспорту і житлового будівництва Франції. 
Відповідно до міжнародних правил агенція уповноважена урядом Франції розслідувати всі авіаційні події, що відбуваються на території Франції або в її повітряному просторі, а також усі аварії, пов'язані з повітряними суднами цивільної авіації Франції, що сталися в міжнародному просторі або на території інших країнах, якщо влада цих країн не розкриває технічні подробиці таких пригод. Агенція також уповноважена надавати допомогу іноземним слідчим органам на їхнє прохання. 
З 1990 по 2009 роки установу очолював Поль-Луї Арсланян, який раніше обіймав посаду Генерального директора Цивільної авіації Франції . З 2009 по 2013 рік головою був Жан-Поль Тродек, а з 1 січня 2014 року агентство очолює Ремі Жюті.

## Розташування
Штаб-квартира агенції розташована в Ле-Бурже, у будівлі 153, з боку головного фасаду Музею авіації та космонавтики. Площа приміщення — понад 5000 м², яку збільшили 2002 року. 

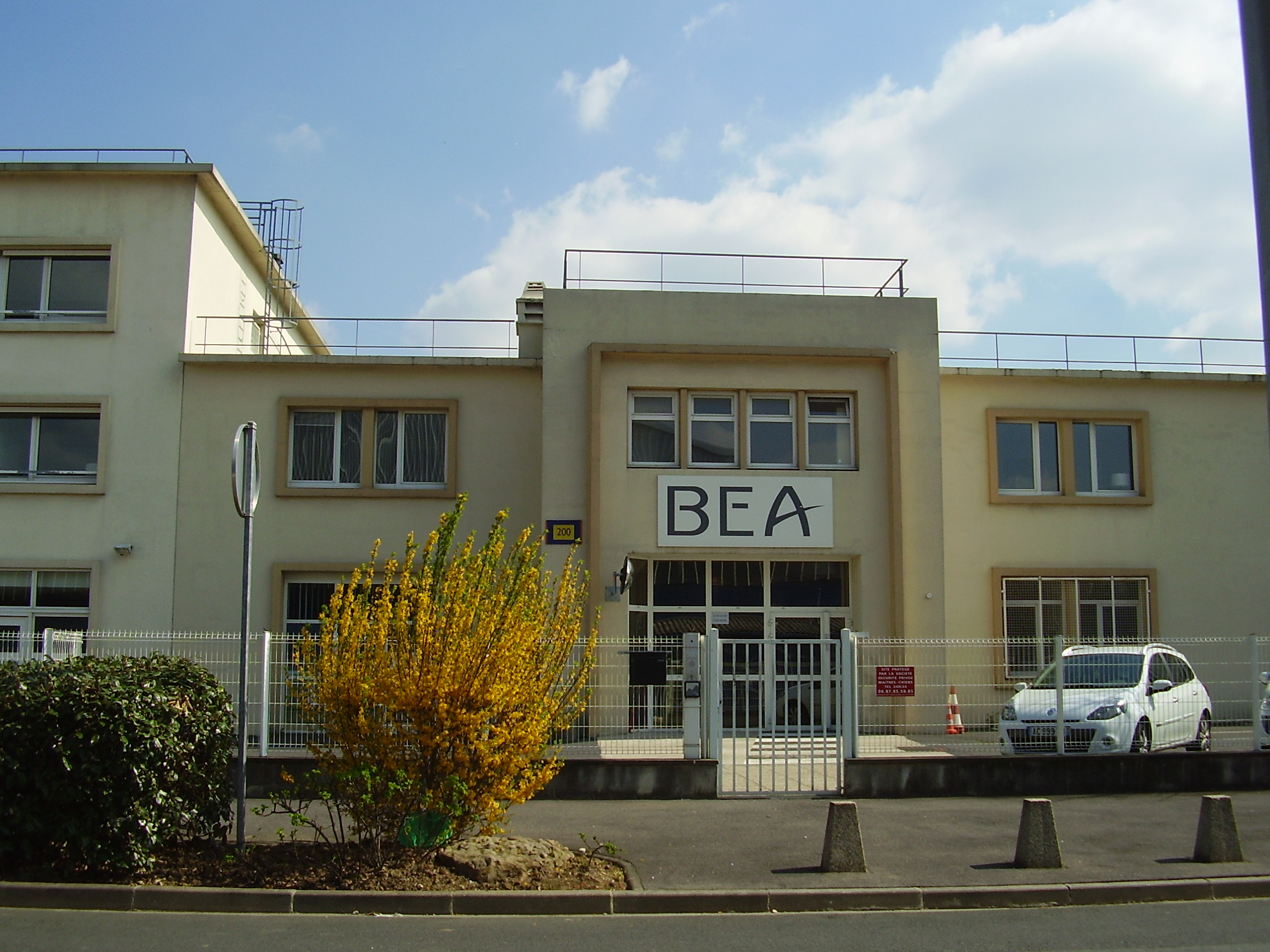
Будівля 153, головний офіс BEA

Окрім офісу, BEA має базу на летовищі міста Мелен — Melun Villaroche Aerodrome, де розташовані ангари і охоронювана територія на понад 6000 м². BEA також має ангари і особливо охоронювані природні території в Бонней-сюр-Марні, офіси в Екс-ан-Провансі, Бордо, Ренні й Тулузі. Раніше головний офіс знаходився у 15-му окрузі Парижа.